# Veronique Meester
Veronique Meester (7 april 1995) is een Nederlandse roeister. Zij won in 2021 zilver met de vier zonder tijdens de Olympische Spelen in Tokio. In 2023 werd ze wereldkampioen in de twee zonder, en in 2024 Olympisch kampioen in datzelfde nummer.

## Levensloop
Meester groeide op in Loosdrecht. Zij bezocht het Gemeentelijk Gymnasium in Hilversum. Na de middelbare school ging zij geneeskunde studeren aan de Vrije Universiteit in Amsterdam.
Tijdens de middelbare school was zij actief geworden bij de Hilversumse roeivereniging Cornelis Tromp. In deze tijd kwam zij al eens voor Nederland uit op de Coupe de la Jeunesse in Luzern in 2013. Later maakte zij de overstap naar de Amsterdamse studentenroeivereniging ASR Nereus. In 2017 debuteerde zij in de nationale teams. Het eerste jaar won zij in de acht al zilver op de Europees kampioenschappen in het Tsjechische Račice. Het jaar erop, bij de EK van 2018 in Glasgow, behaalde ze met de acht brons.
Samen met Ellen Hogerwerf, Karolien Florijn en Ymkje Clevering vormde Meester vanaf 2019 de vier zonder. De roeiploeg werd driemaal op rij Europees kampioen. Tijdens de Wereldkampioenschappen van 2019 was het zilver hun deel. Tijdens de Olympische Spelen van Tokio greep het kwartet bijna het goud, maar de Australische ploeg bleef hun nipt voor.
Bij de Wereldkampioenschappen 2022 in het Tsjechische Račice wist Meester tweemaal zilver te behalen, eenmaal in de twee zonder samen met Ymkje Clevering en een dag later in de acht. Er was opnieuw zilver in de twee zonder met Clevering tijdens de EK van 2023 in het Tsjechische Bled. Met een tijd van 06.59,59 verbeterden zij het uit 2012 stammende Nederlands record van Claudia Belderbos en Chantal Achterberg, maar de tijd was niet genoeg om de Roemeense twee voor te blijven.
Op de Olympische Spelen van 2024 in Parijs startte Meester wederom samen met Clevering in de twee zonder stuurvrouw. Het duo was in de finale oppermachtig en behaalde met ruime voorsprong op de Roemeense en Australische ploegen de gouden medaille.

## Resultaten

### Olympische Zomerspelen
| Jaar | Plaats | Resultaten        | Teamgenoten                 |
| ---- | ------ | ----------------- | --------------------------- |
| 2021 | Tokio  | in de vier-zonder | Hogerwerf/Florijn/Clevering |
| 2024 | Parijs | in de twee zonder | Clevering                   |

### Wereldkampioenschappen roeien
| Jaar | Plaats     | Resultaten        | Teamgenoten                                                                |
| ---- | ---------- | ----------------- | -------------------------------------------------------------------------- |
| 2017 | Sarasota   | 6e in de acht     | Wielaard/Lanz/Jorritsma/van Veen/Rustenburg/Florijn/Clevering/Noort        |
| 2019 | Ottensheim | in de vier zonder | Hogerwerf/Florijn/Clevering                                                |
| 2022 | Račice     | in de twee zonder | Clevering                                                                  |
| 2022 | Račice     | in de acht        | Boonstra/Youssifou/Drenth/Oldenburg/De Jong/Offereins/Clevering/Van Veenen |
| 2023 | Belgrado   | in de twee zonder | Clevering                                                                  |

### Europese kampioenschappen roeien
| Jaar | Plaats  | Resultaten        | Teamgenoten                                                                |
| ---- | ------- | ----------------- | -------------------------------------------------------------------------- |
| 2017 | Račice  | in de acht        | Clevering/Jorritsma/Wielaard/Rustenburg/van Veen/Florijn/Lanz/Noort        |
| 2019 | Luzern  | in de vier zonder | Hogerwerf/Florijn/Clevering                                                |
| 2020 | Poznań  | in de vier zonder | Hogerwerf/Florijn/Clevering                                                |
| 2021 | Varese  | in de vier zonder | Hogerwerf/Florijn/Clevering                                                |
| 2022 | München | in de twee zonder | Clevering                                                                  |
| 2022 | München | in de acht        | Boonstra/Youssifou/Drenth/De Jong/Offereins/Clevering/Oldenburg/Van Veenen |
| 2023 | Bled    | in de twee zonder | Clevering                                                                  |

### Wereldbeker
| Jaar | Plaats          | Resultaten           | Teamgenoten                                                             |
| ---- | --------------- | -------------------- | ----------------------------------------------------------------------- |
| 2018 | Belgrado        | in de acht           | Hogerwerf/Oldenburg/Rustenburg/van Veen/Lanz/Jorritsma/Clevering/Fetter |
| 2018 | Linz/Ottensheim | in de acht           | Hogerwerf/Oldenburg/Rustenburg/van Veen/Lanz/Jorritsma/Clevering/Fetter |
| 2019 | Plovdiv         | in de vier-zonder    | Hogerwerf/Florijn/Clevering                                             |
| 2019 | Rotterdam       | 5e in de vier-zonder | Hogerwerf/Florijn/Clevering                                             |
| 2021 | Luzern          | in de vier-zonder    | Souwer/Florijn/Clevering                                                |
| 2021 | Sabaudia        | in de vier-zonder    | Hogerwerf/Florijn/Clevering                                             |

### Wereldkampioenschappen onder 23
| Jaar | Plaats    | Resultaten        | Teamgenoten              |
| ---- | --------- | ----------------- | ------------------------ |
| 2016 | Rotterdam | in de vier-zonder | Drenth/Feitsma/Clevering |
| 2017 | Plovdiv   | in de vier-zonder | Beeres/Florijn/Clevering |